# Toon Stelling
Toon Stelling (Utrecht, 25 april 1964) is een Nederlands oud-karateka en voormalig wereldkampioen.
Van 1982 tot en met 1990 deed hij wedstrijden in karate. In die periode werd hij 6-voudig Nederlands kampioen. Daarbij werd Stelling in 1982 Europees kampioen karate in Londen en in 1984 behaalde Stelling zijn titel wereldkampioen karate in Maastricht.
Tussen 1994 en 2001 nam hij deel aan mixed martial arts-gevechten, waaronder Pancrase, Rings Holland en Battle of Arnhem.
Zijn achtergrond is 6e Dan Kyokushin Budo Kai, 2e Dan Karate KBN, 1e Dan judo en zwarte band Russisch Sambo Worstelen. Inmiddels is hij krav maga-instructeur Expert 3 binnen de IKMF Naast het geven van krav maga voor burgers heeft Stelling de volgende diploma's:
- Law Enforcement instructor
- VIP-Protection instructor Level 1 (unarmed protection)
- VIP-Protection instructor Level 2 (armed protection)
- Kids Krav Maga instructor
- Expert 3 (Haifa, Israël)

Stelling heeft de volgende trainingen gevolgd:
- ISS Counter Terrorism Instructor
- ISS VIP Protection Operative
- ISS VIP Protection Team Leader
- ISS High Risk Protection
- ISS Protection Specialist

Toon Stelling heeft zijn eigen sportschool, Healthclub Heijenoord in Arnhem, waar hij onder andere in Krav Maga lesgeeft.